# Faculté des sciences de l'agriculture et de l'alimentation de l'Université Laval

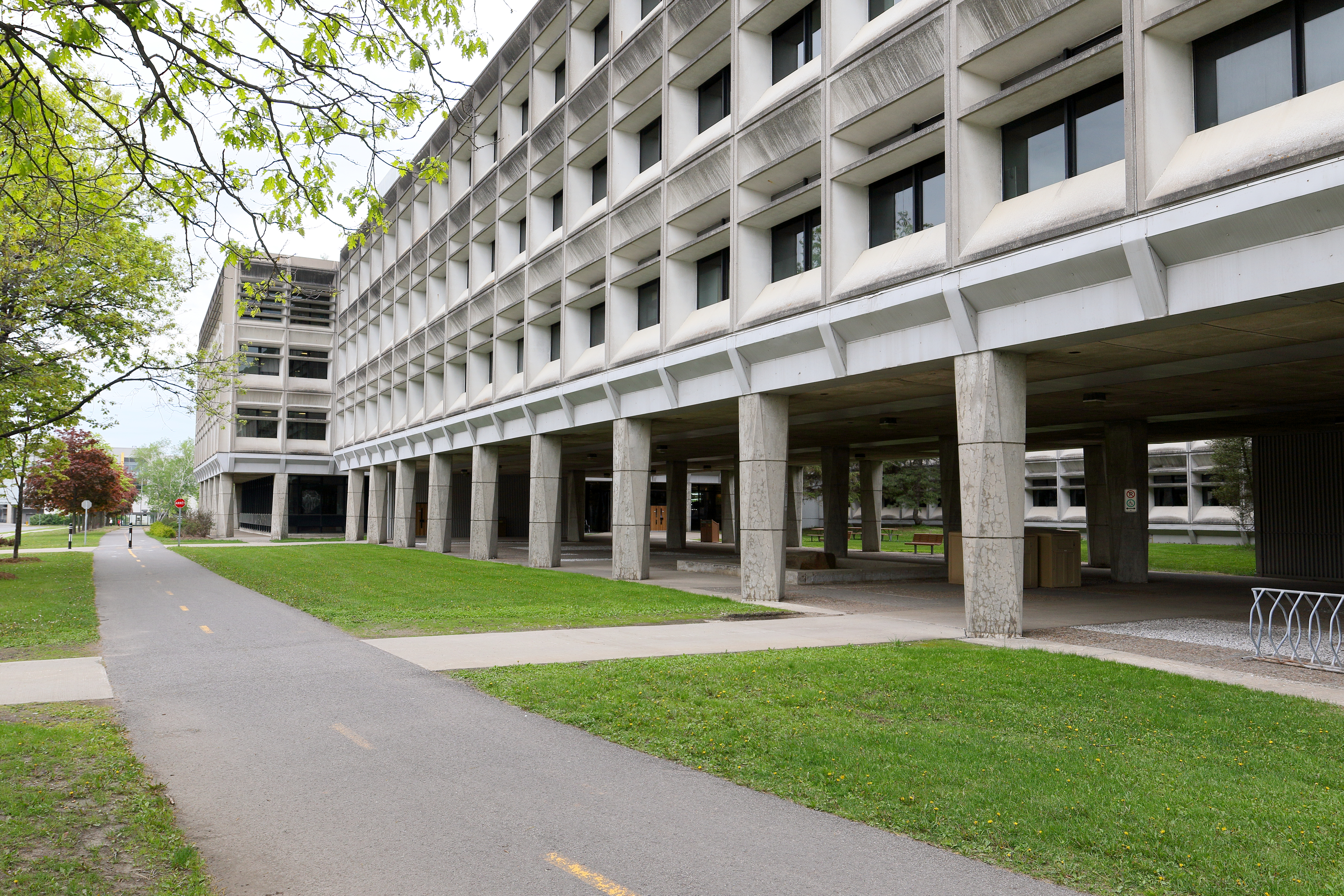
Façade nord du pavillon Paul-Comtois

La Faculté des sciences de l'agriculture et de l'alimentation est l'une des 17 facultés de l'Université Laval, située à Québec.

## Description
La Faculté des sciences de l'agriculture et de l'alimentation comprend une école, l’École de nutrition, et cinq départements : Économie agroalimentaire et sciences de la consommation, Phytologie, Sciences animales, Sciences des aliments, et Sols et de génie agroalimentaire.
Six regroupements de recherche sont établis dans la Faculté : 
- L’Institut sur la nutrition et les aliments fonctionnels (INAF)
- Le Centre de recherche en reproduction, développement et santé intergénérationnelle (CRDSI)
- Le Centre de recherche et d'innovation sur les végétaux (CRIV)
- Le Centre de recherche en sciences et technologie du lait (STELA)
- Le Centre de recherche en économie de l’Environnement, de l’Agroalimentaire, des Transports et de l’Énergie (CREATE)

Six groupes de recherche sont actifs dans la Faculté :
- Le groupe interdisciplinaire de recherche en agroforesterie (GIRAF)
- Le groupe de recherche en écologie des tourbières (GRET)
- Le groupe de recherche en biotechnologies aquacoles (GREREBA)
- Le groupe de recherche transfert-gestion et établissement en agriculture (TRAGET)
- Le groupe de recherche agriculture, territoires et développement (GRATD)

Les activités d’enseignement et de recherche se déroulent principalement au pavillon Paul-Comtois, mais aussi au pavillon des Services et à l’Envirotron. Une petite ferme de 12 hectares, du côté ouest du campus, et la station agronomique de Saint-Augustin à Saint-Augustin-de-Desmaures, d’une superficie de 280 hectares, sont également disponibles pour l’enseignement et la recherche. Toujours du côté ouest du campus, on retrouve aussi Complexe des serres de haute performance le Jardin universitaire Roger-Van den Hende.

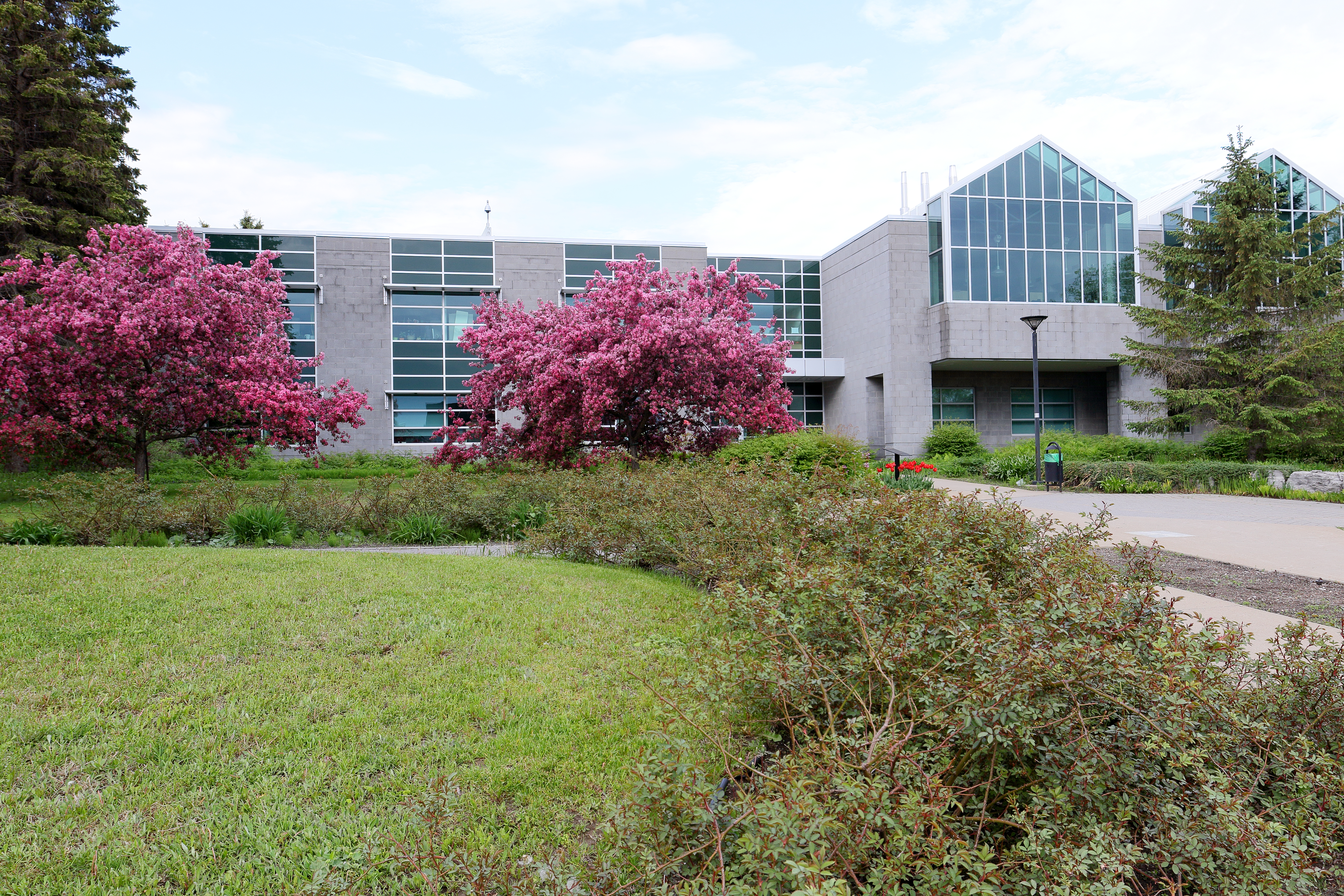
Façade est du pavillon Envirotron
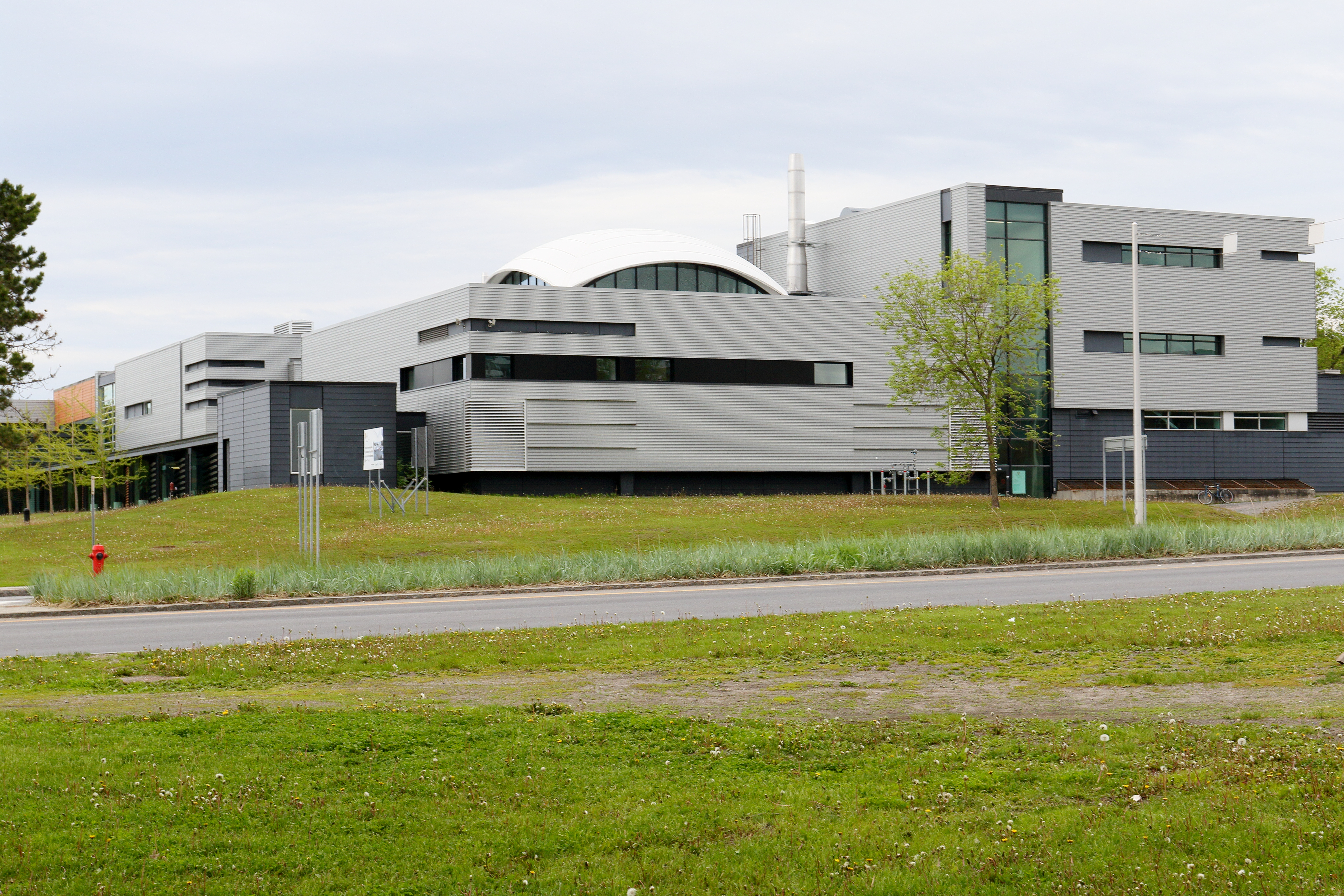
Coin sud-est du pavillon des Services
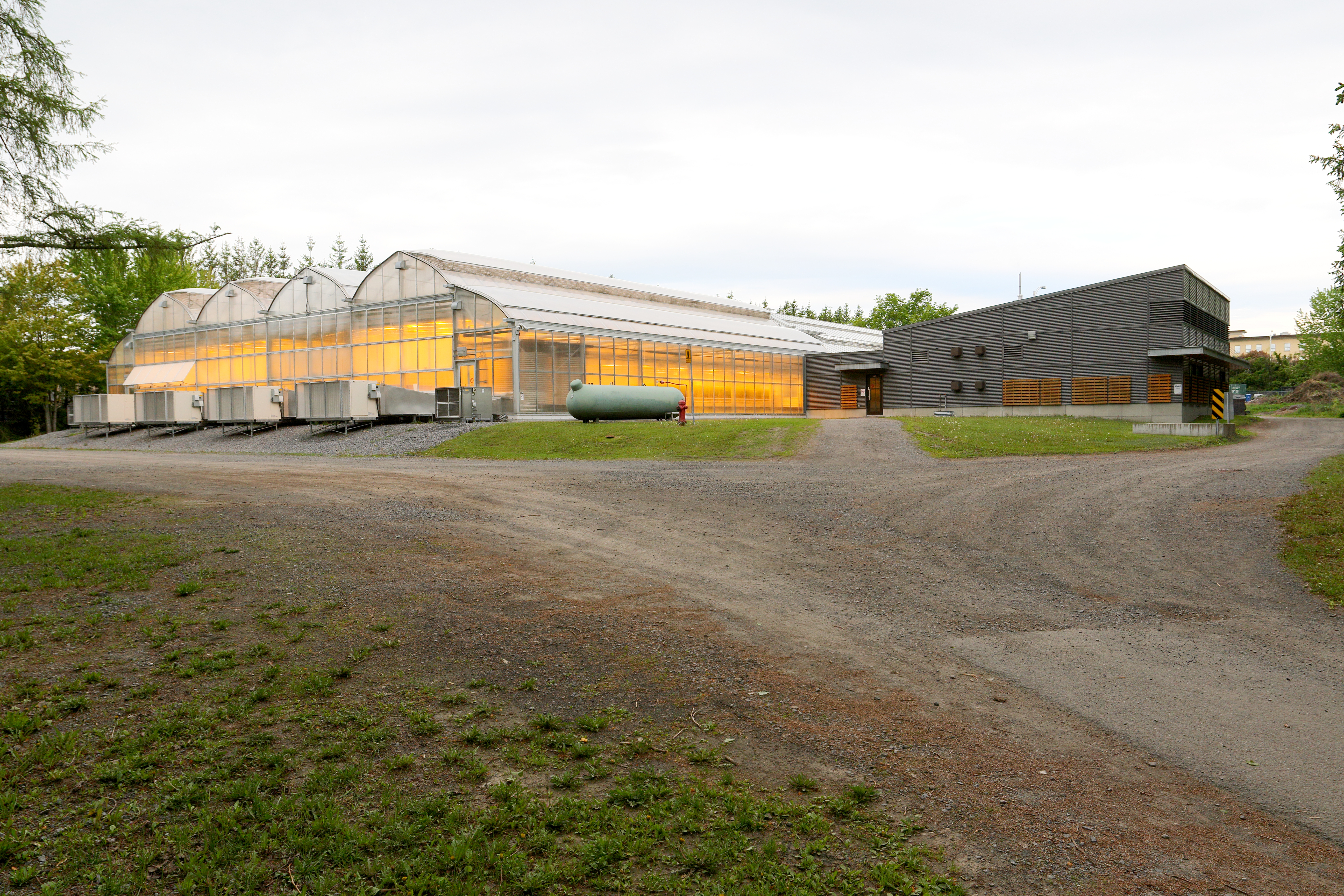
Les serres haute performance
Serres du pavillon des Services
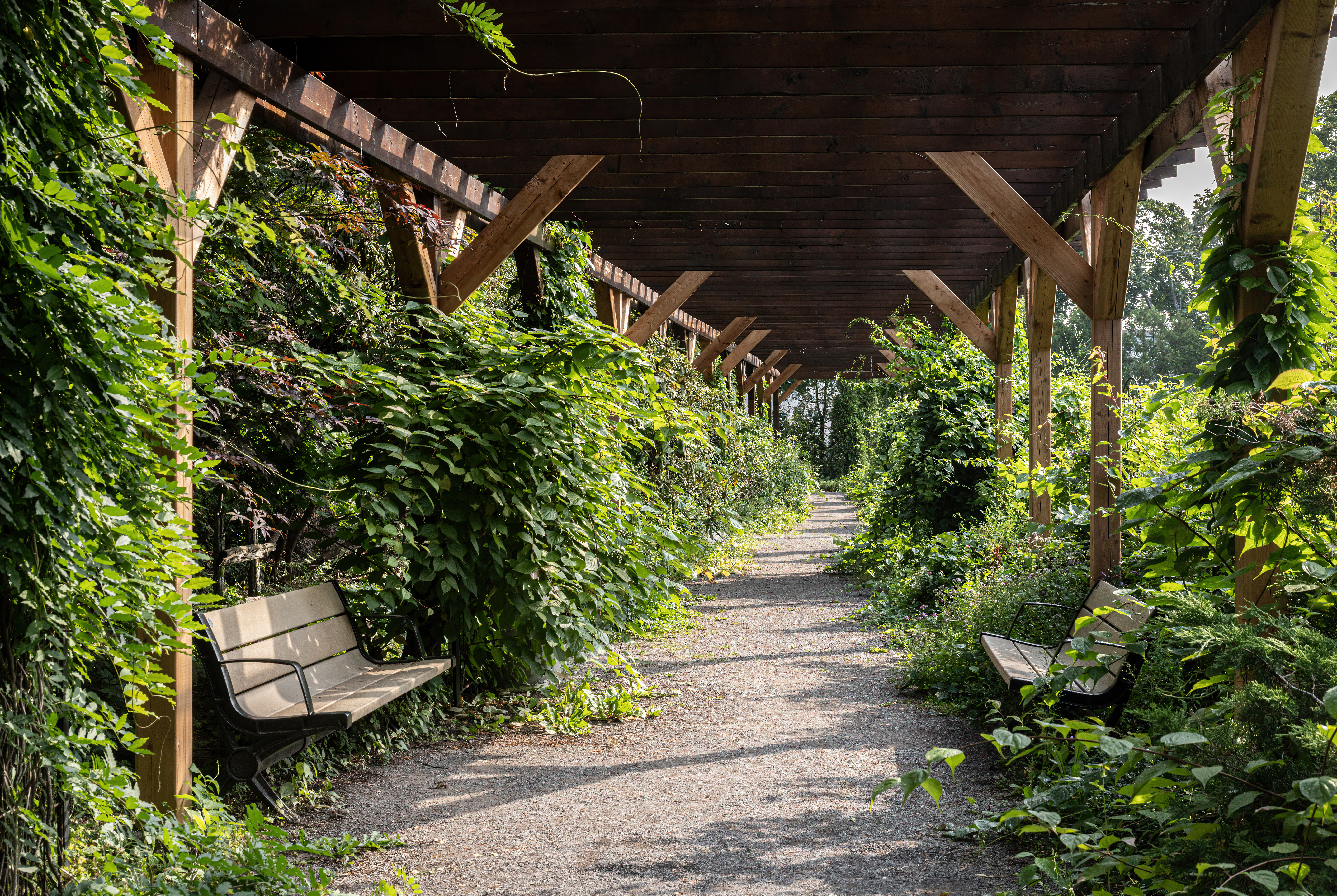
Pergola du Jardin Roger-Van den Hende
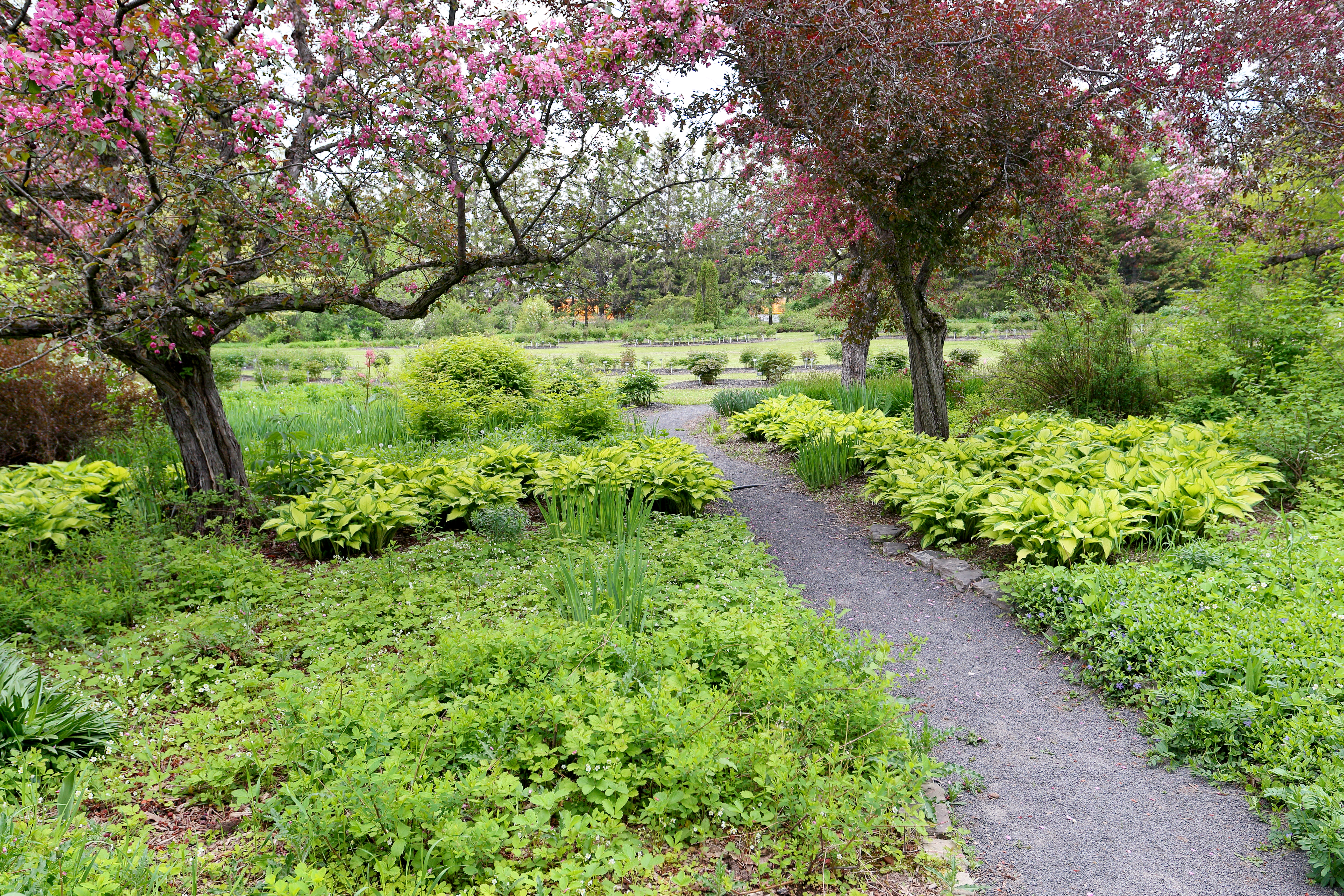
Vue du Jardin Roger-Van den Hende
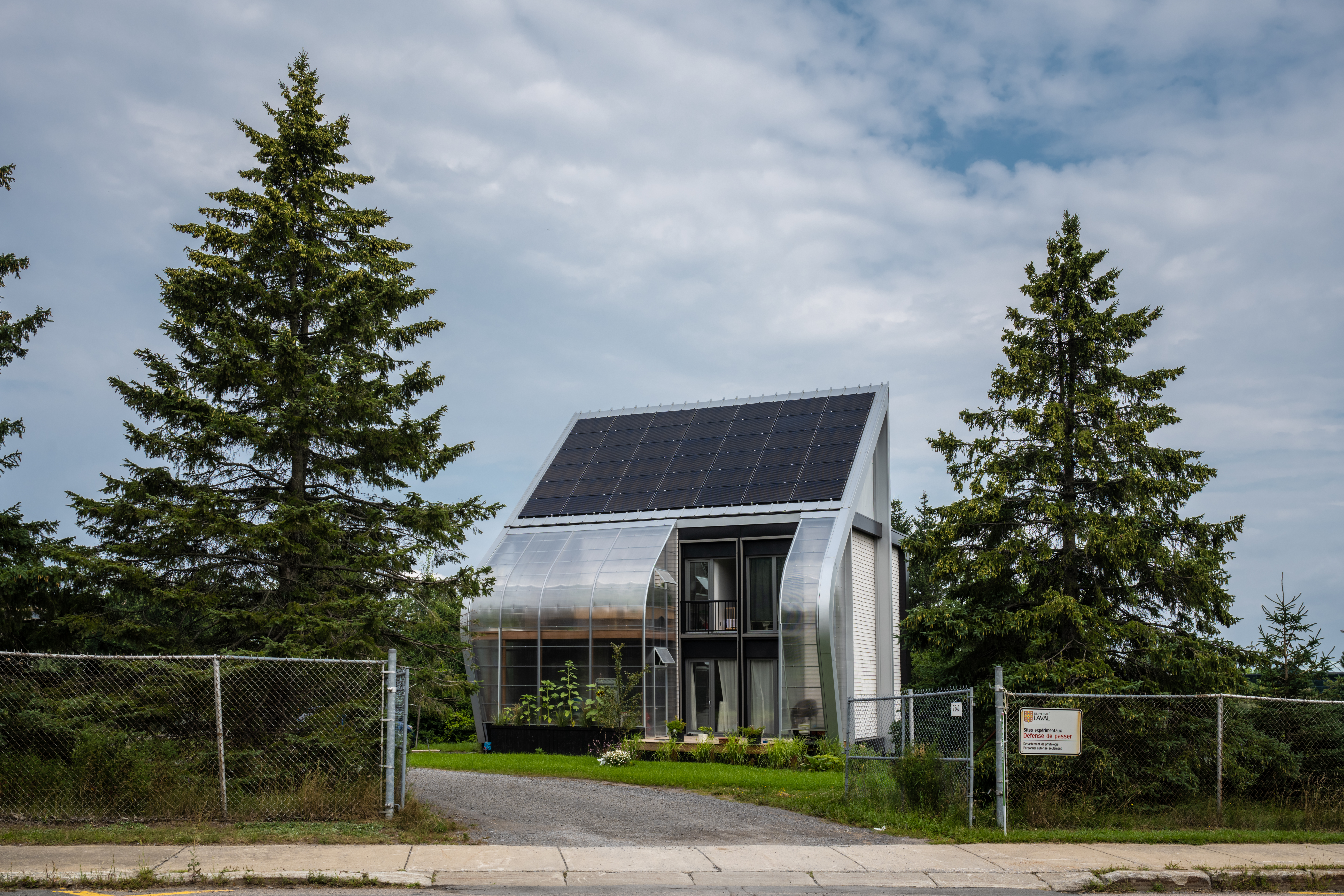
Installation du département de phytologie à la petite ferme.
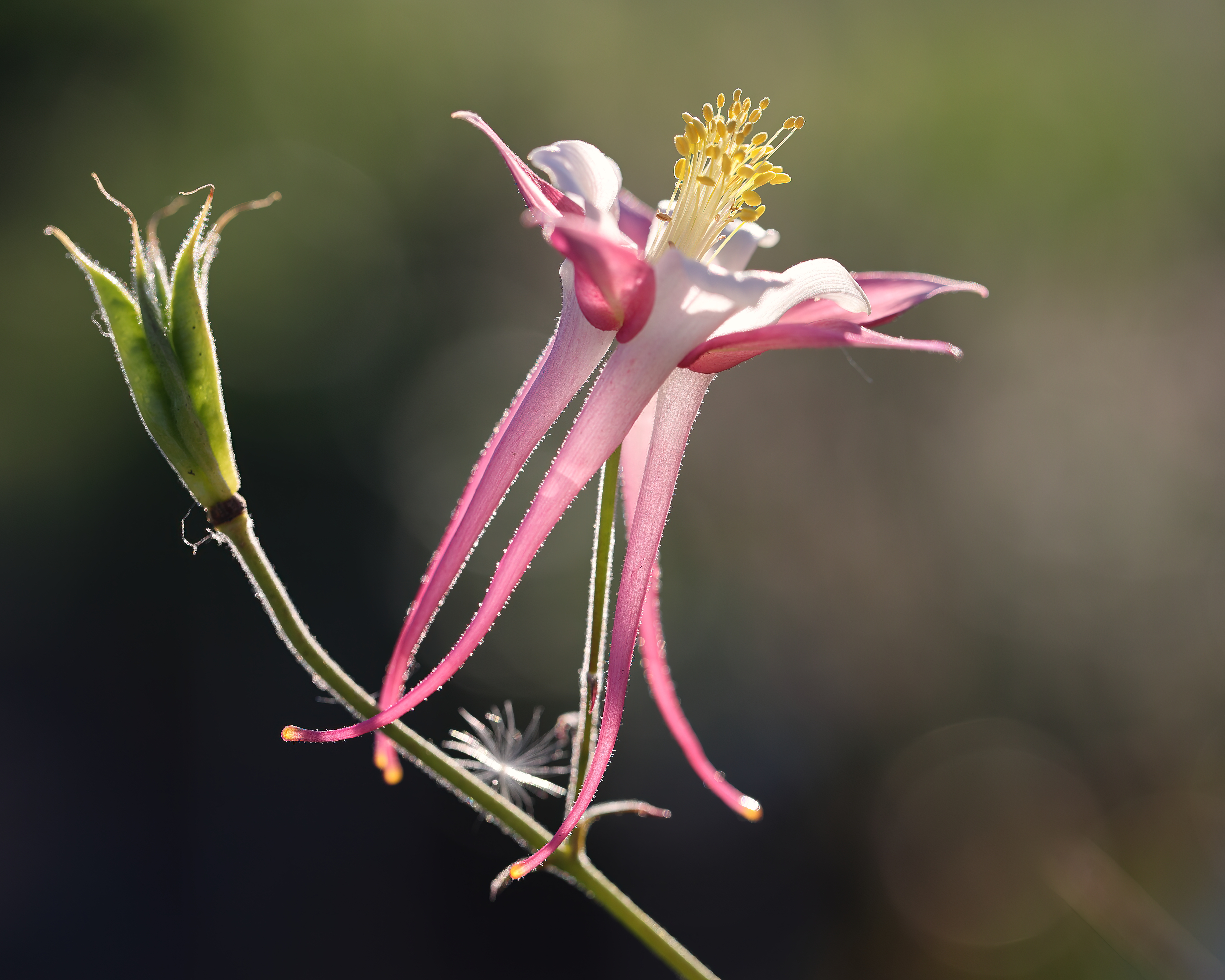
Ancolie céruléenne 'Rose Queen' au Jardin botanique Roger-Van den Hende

## Histoire
L’École d'agriculture de Sainte-Anne-de-la-Pocatière a été fondée en 1859 et sera affiliée à l’Université Laval en 1912 afin de décerner le diplôme de sciences agricoles. L’École est rattachée à la Faculté des sciences en 1937 et, en 1940, devient la Faculté d’agriculture,.
L’École d’agriculture d’Oka est créée en 1893 et est affiliée à l’Université Laval à Montréal en 1908. Elle prend alors le titre d’Institut agricole d’Oka et peut octroyer un diplôme universitaire,. L'Institut Agricole d'Oka ferme ses portes en 1962 à la suite de la décision du Gouvernement du Québec de centraliser l’enseignement de l’agronomie à l’Université Laval. En 1962, la Faculté d’agriculture, située jusqu'alors à Sainte-Anne-de-la-Pocatière est transférée à Sainte-Foy.
En 1938, l’École des pêcheries est créée et est rattachée à l’École d'agriculture de Sainte-Anne-de-la-Pocatière. Elle est ensuite rattachée à la Faculté des sciences en 1939 et à la Faculté d’agriculture en 1949 pour être abolie en 1962 lorsque la Faculté d’agriculture déménage à Sainte-Foy.
En 1905, l’École ménagère de Saint-Pascal-de-Kamouraska est fondée. En 1909 elle s’affilie à l’Université Laval et devient l’École supérieure des sciences domestiques en 1940. En 1947, l’École se déplace à Québec et en 1965, elle est intégrée à la Faculté d’agriculture pour devenir le Département de diététique.   
En 1971, la faculté prend le nom de Faculté des sciences de l’agriculture et de l’alimentation.